# Guihulngan
Guihulngan – miasto na Filipinach, położone w regionie Środkowe Visayas, w prowincji Negros Oriental, na wyspie Negros.
W mieście znajduje się port morski.